# Emílio Garrastazu Médici
Emílio Garrastazu Médici (Bagé, Río Grande del Sur, 4 de diciembre de 1905-Río de Janeiro, 9 de octubre de 1985) fue un militar y político brasileño, y tercer presidente de la dictadura militar instaurada durante el golpe de 1964, Fue el 28.º. presidente de la República Federativa del Brasil entre el 30 de octubre de 1969 y el 15 de marzo de 1974.
Su padre era de origen italiano, de la familia Médici,[cita requerida] y su madre era uruguaya de Paysandú, de origen español.
Estudió en el Colegio Militar de Porto Alegre. Se graduó de la Escuela Militar de Realengo (1924-1927). En 1927, fue ascendido a segundo teniente y primer teniente en 1929. Contra los opositores de la Revolución de 1930, fue comandante del 12.º Regimiento de Caballería, por lo que Getúlio Vargas lo ascendió a capitán, pero regresó a segundo teniente después de la consolidación del golpe de 1930 en el mismo año. Vargas defendió al gobierno en contra de la Revolución Constitucionalista de 1932. En 1934, finalmente ganó el rango de capitán, siendo nombrado secretario asistente en la Escuela del Estado Mayor en 1937, pero fue destituido.Río de Janeiro en 1939 para el 8.º Regimiento de Caballería, ubicado en Uruguaiana.
En 1957, asumió el cargo de Jefe de Estado Mayor de la Tercera Región Militar, en Porto Alegre, por invitación del General Arthur da Costa e Silva, entonces comandante de esa unidad, con quien entabló una fuerte amistad.
Fue ascendido a brigada general en 1961 y apoyó la toma de posesión del presidente João Goulart bajo el régimen parlamentario. No hay evidencia de que haya participado en el complot para derrocar a Goulart. En abril de 1964, en el momento del movimiento militar de 1964, Medici era comandante de la Academia Militar Agulhas Negras, movilizando brevemente a los cadetes, cuando fue advertido por una llamada de su amigo el General Costa e Silva . Posicionamiento en Resende, Planteó Medici, es decir, pacificó las tropas Paulista del Segunda Ejército y disuadir el ministro de guerra Armando de Moraes Ancora (nombrado por João Goulart) de la misión presidencial a los ataques.

## Presidencia (1969-1974)
El general Medici apoyó el Golpe de Estado en Brasil en 1964 y tras el triunfo de la revuelta fue designado jefe del 3.º. ejército, unidad militar basada en Porto Alegre. Cuando el general Artur da Costa e Silva quedó incapacitado desde el 31 de agosto de 1969, la junta militar designada para ejercer el mando presidencial realizó una serie de consultas entre los jefes de las fuerzas armadas para seleccionar un nuevo presidente, recayendo la elección en Médici.

Médici en su toma de posesión como presidente del Brasil el en el congreso brasileño.

Para efectos de inaugurar su mandato el 30 de octubre de 1969, Médici solicitó la reapertura del Congreso, lo cual consiguió pese a que casi un año antes su predecesor lo había disuelto por la fuerza. Pese a este primer gesto, Médici consagró la mayor parte de sus esfuerzos a reprimir severamente la oposición de izquierda contra el régimen. Ante el surgimiento de una guerrilla urbana izquierdista en Brasil, Médici ordenó recurrir al espionaje y la tortura para suprimir dicho movimiento, con ayuda de un servicio de inteligencia dirigido por el general Orlando Geisel (que había logrado la muerte del líder comunista Carlos Marighella en una emboscada policial). El reforzamiento de la represión política durante su gobierno hicieron conocido al periodo de Médici como los años de plomo del régimen militar.
Si bien Médici se abstuvo de destituir en masa a funcionarios públicos conforme a las facultades que le otorgaban los Actos Institucionales, mantuvo un férreo control sobre la prensa y sobre la actividad política, destacando el uso masivo de la propaganda para sostener el apoyo popular al régimen militar. De hecho, inclusive el campeonato ganado por Brasil en la Copa Mundial de México 1970 fue aprovechado por Médici para lanzar una campaña de persecuciones y arrestos contra militantes de izquierda, mientras que en años posteriores la propaganda nacionalista y patriótica fue manipulada para imponer la lealtad al régimen militar, identificando la lealtad a ésta con la lealtad a la nación misma.

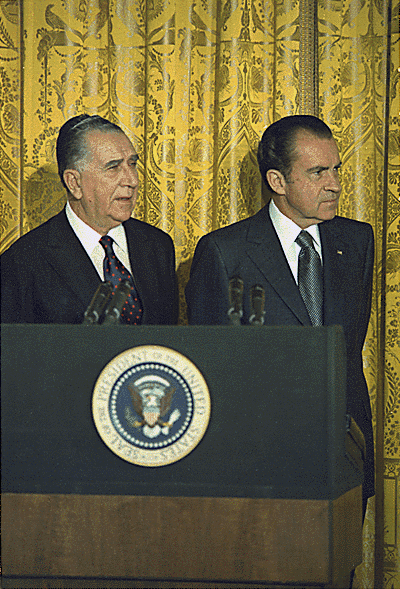
El presidente Médici con Richard Nixon en la Casa Blanca el.

En el plano económico, Médici impulsó los proyectos de obras públicas masivas aprovechando la facilidad para obtener préstamos de dinero a nivel internacional en los primeros años de la década de los 70's; la construcción de viviendas para la clase obrera y las subvenciones estatales a la industria promovieron un "milagro brasilero" caracterizado por un sostenido crecimiento de la economía y un aumento del producto bruto interno a niveles no conocidos hasta entonces, provocando de modo indirecto un incremento de la clase media y un mayor gasto en bienes de consumo.
En 1973 el régimen militar consiguió cerrar el acuerdo con Paraguay para la construcción de la gigantesca Represa de Itaipú, obteniendo una fuente de energía que sostuviera la expansión industrial y comercial de las regiones más ricas del sur de Brasil. Del mismo modo, las empresas estatales (como Petrobras) aumentaron su poderío e influencia en la economía de Brasil.
Pese los indicadores económicos favorables, el "milagro brasilero" no sobrevivió a la crisis del petróleo de 1973 y dejó un legado de deuda externa, un gasto público excesivo, y un aparato estatal sobrecargado e ineficiente en muchos aspectos. La depresión económica siguiente causó mayor estrago entre las clases pobres que dependían de la actividad económica estatal; esto aumentó la desigualdad entre ricos y pobres (alcanzando Brasil uno de los mayores niveles de desigualdad en el mundo) e incrementó la pobreza extrema que ahora no sólo se concentraba en el campo, sino en las favelas de las grandes urbes.
En cuanto a política exterior, Médici mostró en 1971 su decidido apoyo al gobierno de Richard Nixon en EE. UU. para sus intentos de derrocar al presidente chileno Salvador Allende, sosteniendo la idea que tras la deposición de Allende se instalase un gobierno de facto en Chile, respecto a Chile el año 2011 se desclasificaron archivos secretos de los servicios de inteligencia brasileños donde se señalaba que "Si el gobierno de Estados Unidos no apoyaba el golpe de estado para derrocar al gobierno marxista chileno, lo haría el gobierno del Brasil y que el golpe en Chile iba si o si", en otros archivos se indicaba que "Brasil se encargará de apoyar al gobierno chileno ante la ofensiva política-diplomática internacional en su contra que pretende aislar a Chile en todos los sentidos, para ello el Brasil ocupará toda su poder para conseguir neutralizar a los enemigos de Chile en las votaciones de los foros internacionales, además le suministrará créditos blandos que le permitan resistir la apremiante situación en que se encuentra actualmente pues al aislamiento internacional post derrocamiento del gobierno marxista ha dejado en evidencia una crisis económica que afecta a nuestro aliado producto de la estatización de la economía por el régimen depuesto a esto se suma el hecho que Chile es amenazado por sus tres vecinos (Argentina, Perú y Bolivia), entonces los créditos serán para aliviar la economía, acceder a productos en el mercado internacional (cuando la industria brasileña no sea capaz de proveerlos)", en otro se lee "Debemos aumentar los cupos para chilenos en el Servicio Nacional de Información" o "Brasil confía y apoya incondicionalmente al gobierno militar chileno porque en Chile al igual que en Brasil los militares son serios y si han decidido acceder al poder es porque la situación era insalvable y están restaurando la institucionalidad destruida".
Estos archivos son una muestra de muchos más donde se puede apreciar como Brasil fue el más importante aliado del gobierno militar chileno incluso más que Estados Unidos, que a partir de 1978 mantuvo una conflictiva relación con los chilenos.
Entre los miembros de su gabinete se destacaron Antônio Delfim Netto (Hacienda), João Baptista Figueiredo (Jefe del Gabinete Militar), Mário Andreazza (Transporte) y Mário Gibson Barbosa (Relaciones Exteriores).
Familiares Garrastazu una saga de clase alta.

## Tras la presidencia
Médici dejó el poder el 15 de marzo de 1974, al ser elegido el año anterior el general Ernesto Geisel como nuevo presidente de Brasil. Desde entonces Médici se mantuvo alejado de la vida pública, aunque criticó la amnistía política dictada por el presidente Joao Baptista de Oliveira Figueiredo de 1980 al considerarla "prematura". Murió de un accidente cerebrovascular en 1985 en Río de Janeiro.